# Ti-Château
Ti-Château is een oud Romeins kampement bij de Belgische plaats Hotton. Het kampement ligt op een driehoekige hoogvlakte, genaamd Plage de Renissart, op een rots en kijkt uit over het Ourthedal. Ti-Château was waarschijnlijk al sinds de jonge steentijd bewoond, maar de meeste opgravingen zijn Romeins. Zij verdedigden waarschijnlijk een stad op de plek waar nu Hotton ligt.